# Jean-Yves Cuendet
Jean-Yves Cuendet (Le Chenit, 20 febbraio 1970) è un ex combinatista nordico svizzero.

## Biografia
Originario di Le Sentier di Le Chenit, in Coppa del Mondo esordì il 29 dicembre 1990 a Oberwiesenthal (8°) e ottenne l'unico podio il 12 marzo 1994 a Sapporo (3°).
In carriera prese parte a due edizioni dei Giochi olimpici invernali, Lillehammer 1994 (7° nell'individuale, 3° nella gara a squadre) e Nagano 1998 (17° nell'individuale, 7° nella gara a squadre), e a quattro dei Campionati mondiali, vincendo una medaglia.

## Palmarès

### Olimpiadi
- 1 medaglia:
  - 1 bronzo (gara a squadre a Lillehammer 1994)

### Mondiali
- 1 medaglia:
  - 1 bronzo (gara a squadre a Thunder Bay 1995)

### Coppa del Mondo
- Miglior piazzamento in classifica generale: 8º nel 1993
- 1 podio (individuale):
  - 1 terzo posto